# Emil Djuse
Emil Djuse, född 27 oktober 1993 i Östersund, är en svensk ishockeyspelare som spelar för Skellefteå AIK i SHL. Han är kusin med Magnus, Mats, Martin och Mattias Djuse, som alla är aktiva inom travsporten.
Djuse var med och vann silver vid junior-VM 2013.

## Klubbar
- Södertälje SK Hockeyallsvenskan (2012/2013)
- Frölunda HC SHL (2013/2014 – 2014/2015)
- Modo Hockey SHL (2014/2015 – 2015/2016)
- Skellefteå AIK, SHL (2016/2017 – 2018/2019)
- Texas Stars, AHL (2019/2020)
- Springfield Thunderbirds, AHL (2019/2020)
- HK Spartak Moskva, KHL (2020/2021)
- Rapperswil-Jona Lakers, NL (2021/2022 – 2024/2025)
- Skellefteå AIK, SHL (2025/2026 –)